# The King of Comedy
The King of Comedy is een Amerikaanse komische film uit 1982 van regisseur Martin Scorsese. De hoofdrollen worden vertolkt door Jerry Lewis en Robert De Niro. De film werd genomineerd voor de Gouden Palm en won een BAFTA voor beste originele scenario.

## Verhaal
Rupert Pupkin is een grote fan van de bekende stand-upcomedian Jerry Langford. Hij zou dan ook niets liever willen dan in de voetsporen van Jerry treden. Samen met zijn goede vriendin Masha probeert hij alles te weten te komen over Jerry's leven en gewoontes. Voor Masha is Jerry een idool, maar voor Rupert is hij ook een rolmodel en zelfs een toekomstige collega.
Wanneer Rupert in zijn gedachten verzonken raakt, beeldt hij zich een toekomst in waarin Jerry en hij vrienden zijn. Maar zodra Rupert dromen en realiteit door elkaar begint te halen, kan niets hem nog tegenhouden. Hij wordt opdringerig en doet er alles aan om een bekende komiek te worden. Hij begint Jerry te stalken en dringt zelfs binnen in diens huis. Nadat Rupert met zijn neus op de feiten wordt gedrukt, blijft er voor hem nog slechts één optie over: Jerry ontvoeren.

## Rolverdeling
| Acteur               | Personage       |
| -------------------- | --------------- |
| Robert De Niro       | Rupert Pupkin   |
| Jerry Lewis          | Jerry Langford  |
| Sandra Bernhard      | Masha           |
| Diahnne Abbott       | Rita Keene      |
| Shelley Hack         | Cathy Long      |
| Margo Winkler        | receptionist    |
| Kim Chan             | Jonno           |
| Frederick De Cordova | Bert Thomas     |
| Edgar Scherick       | Wilson Crockett |
| Senator Bobby        | Clarence McCabe |
| Ed Herlihy           | zichzelf        |
| Tony Randall         | zichzelf        |
| Victor Borge         | zichzelf        |
| Joyce Brothers       | haarzelf        |
| Catherine Scorsese   | Mrs. Pupkin     |
| Cathy Scorsese       | Dolores         |
| Charles Scorsese     |                 |
| Martin Scorsese      |                 |
| The Clash            | zichzelf        |

## Prijzen
BAFTA
- Best Screenplay - Original: Paul D. Zimmerman

London Critics Circle Film Award
- Film of the Year

National Society of Film Critics Award
- Best Supporting Actress: Sandra Bernhard

## Trivia
- De film is volgens de regisseur een kritische kijk op de verafgoding van idolen.
- Voordat de opnames van start gingen, werd overwogen Frank Sinatra, Dean Martin, Sammy Davis jr. en Johnny Carson te kiezen voor de rol van Jerry Langford. Carson weigerde een scène over te doen. Dat was niet in overeenstemming met de perfectionistische werkhouding van Scorsese. Uiteindelijk ging de rol naar de bekende komiek Jerry Lewis, die zijn carrière was begonnen met Dean Martin als sidekick.

- Op de vrije momenten tussen de scènes door bleef Robert De Niro in zijn rol. Op een bepaald ogenblik beledigde hij zelfs zijn tegenspeler. Jerry Lewis was geschokt, maar het leverde wel een prachtige vertolking op, aldus regisseur Scorsese.
- Martin Scorsese verschijnt ook zelf in de film. Hij speelt een televisieregisseur.
- Meryl Streep wees de rol van Masha af. Die ging uiteindelijk naar Sandra Bernhard.
- Deze film is de vijfde samenwerking tussen Scorsese en De Niro. Eerder werkten ze samen aan Mean Streets (1973), Taxi Driver (1976), New York, New York (1977) en Raging Bull (1980).
- In een interview maakte Scorsese de opmerking dat deze film beschouwd kan worden als een komische versie van Taxi Driver.
- In de film praat Rupert tegen een kartonnen bord waarop Liza Minnelli staat. De Niro, die Rupert speelt, en Minelli speelden samen in New York, New York.
- Tijdens de opnames van de film stierf plotseling 'Cowboy' Dan Johnson, een excentrieke assistent van Scorcese, aan hersenvliesontsteking. Als in memoriam voor hem schreef Robbie Robertson de song Between Trains en nam die op in het soundtrack-album. In Scorseses film komt de song niet voor.

## Filmmuziek
De muziek van de film, geproduceerd door Robbie Robertson, bestaat uit songs van diverse artiesten. Het album werd door Warner Bros. op lp uitgebracht en is tot op heden niet op cd verschenen.
1. Back on the chain gang (The Pretenders)
2. 'Tain't Nobody's Bizness If I Do (B.B. King)
3. Swamp (Talking Heads)
4. King of Comedy (Bob James)
5. Rainbow Sleeve (Rickie Lee Jones)
6. Between Trains (Robbie Robertson met Richard Manuel en Garth Hudson)
7. Steal the Night (Rick Ocasek)
8. Come Rain or Come Shine (Ray Charles)
9. The Finer Things (David Sanborn, gecomponeerd door Donald Fagen)
10. Wonderful Remark (Van Morrison)